# Dodge Serie DD
La Serie DD è un'autovettura mid-size prodotta dalla Dodge dal 1930 al 1932. Era, in sostanza, la versione rimpicciolita della Dodge Senior.

## Storia
La Serie DD, che fu introdotta nel gennaio del 1930, era equipaggiata da un motore a valvole laterali e otto cilindri in linea da 3.112 cm³ di cilindrata che sviluppava 60 CV di potenza. Il propulsore era anteriore, mentre la trazione era posteriore. Il cambio era a tre rapporti mentre la frizione era monodisco a secco. I freni erano idraulici sulle quattro ruote.
La vettura era offerta in versione berlina quattro porte, coupé due porte, cabriolet due porte e roadster due porte. Inoltre la vettura era disponibile anche con telaio nudo, cioè senza carrozzeria, allo scopo di dare la possibilità all'acquirente di completare la vettura dal proprio carrozziere di fiducia.
La produzione in serie terminò nel maggio del 1931. Secondo alcune fonti, nel gennaio del 1932 furono realizzati altri nove esemplari.